# Берри, Жюль
Жюль Берри́ (фр. Jules Berry, наст. имя: Жюль Пофише; 9 февраля 1883 — 23 апреля 1951) — французский актёр и режиссёр.

## Биография

### Ранние годы
Настоящее имя Жюля Берри — Мари-Луи-Жюль Пофише. Его родители были торговцами скобяными изделиями и жили тогда во французской провинции Пуату. У него было два брата. В 1888 году семья переехала в Париж. Там Берри окончил Лицей Людовика Великого, затем Национальную высшую школу изящных искусств.

### Карьера
Интерес к театру у Берри развился во время учёбы. По результатам прослушивания его взяли в Театр Антуана-Симона Беррьё (Théâtre Antoine-Simone Berriau) играть в пьесах La Mort du duc d’Enghien Леона Энника и Perroquet vert Артура Шницлера.
Позже он играл в Théâtre de l’Ambigu-Comique и Théâtre de l’Athénée. Во время гастролей в Лионе на него обратил внимание Жан-Франсуа Понсон и взял на работу в Théâtre Royal des Galeries Saint-Hubert в Брюсселе — на целых 12 лет. Брюссельская публика тепло принимает актёра; среди его самых заметных работ там — Le Mariage de Mademoiselle Beulemans.
Затем Бери играл в 30 пользовавшихся успехом пьесах авторов Марселя Ашара, Альфреда Савуара, Луиса Вернёя и Роже Фердинанда. Одна из первых ролей Берри в кино была в немом фильме «Оливер Кромвель» (1911), снятом Анри Дефонтеном. Первым звуковым фильмом актёра был Mon coeur et ses millions (1931) с Сюзи Прим. За свою карьеру Бери снялся в 89 кинофильмах.
Высокопарный, экстравагантный и капризный, Берри по яркости не уступал лучшим актёрам того периода, включая Пьера Брассёра. Жюля Берри часто считают одним из величайших актёров в истории французского кино.
Среди лучших фильмов Берри: «Преступление господина Ланжа» Жана Ренуара, «Вечерние посетители» Марселя Карне (где он замечательно сыграл роль дьявола), «День начинается» Марселя Карне, «Он приехал в день всех святых» Луи Дакена, «Баккара» Ива Миранда, 27 Rue de la Paix Ришара Потье и L’Habit vert Роше Ришебе.
В 1951 году — как в итоге выйдет, уже незадолго до своей смерти — Берри закончил свою кинокарьеру и занялся декламацией поэм Жака Превера.

### Личная жизнь
У Берри были романы с актрисами Джейн Маркен, Сюзи Прим и Жослин Гаэль, которая в 1939 году родила ему дочь Мишель.
Бери был игроманом (азартным игроком) и часто бывал в казино и на скачках.
В апреле 1951 года Берри госпитализировали в Больницу Бруссе, где он умер от сердечного приступа, вызванного лечением от ревматизма. Похоронен на кладбище Пер-Лашез (секция 80).